# Église Saint-Pierre de Quissac
Pour les articles homonymes, voir Église Saint-Pierre.
L'église Saint-Pierre est une église catholique située à Laugnac, en France.

## Localisation
L'église est située dans le département français de Lot-et-Garonne, au lieu-dit Quissac, près du château de Quissac, sur le territoire de la commune de Laugnac.

## Historique
De nombreuses phases de construction ont été nécessaires pour arriver à l'état actuel de l'église.
L'église a probablement été construite au XIIe siècle, puis a connu de nombreuses restaurations au fil des siècles.
Il ne subsiste de cette première période de construction que quelques éléments de la nef et du chœur terminé par une abside en hémicycle.  
Des travaux de reconstruction sont effectuées à la fin du XVe siècle ou au début du XVIe siècle après les diverses guerres qui ont touché la région. Après avoir aménagé l'intérieur du mur du chœur en cinq pans, il est voûté. Les murs de la nef et des deux chapelles latérales  semblent dater de cette époque et ont donné un plan cruciforme à l'église. 
Jean de Valier, vicaire de l'évêque d'Agen Mathieu Bandello, vient visiter l'église le 25 octobre 1551. En 1599, c'est l'évêque Nicolas de Villars qui vient se rendre compte de l'état de l'église à la fin des guerres de religion.
L'église Saint-Pierre a une cloche datant de 1595 faite à la demande par Jehanne de Preissas et Charles Montezet.
La structure de l’édifice présente très vite quelques faiblesses. La voûte d'ogive s'est effondrée au XVIIe siècle. Lors de la visité de l'archiprêtre en 1673 le chœur et la chapelle sont voûtés. Les chapelles latérales sont reconstruites à la fin du XVIIe siècle ou au début du XVIIIe siècle comme le montrent les arcades en anse de panier. Le chanoine Durengues mentionne des réparations en 1742.
La croix du cimetière date de 1780.
Au milieu du XIXe siècle des travaux de restauration de l'église sont réalisés à l'initiative du commandant Tardieu, propriétaire du château de Quissac. Un clocher mur est ajouté et la façade est remaniée, peut-être par le maître-maçon Jean Carrère de Cours qui a réalisé la façade de l'église de Laugnac.
L'église avec le cimetière attenant, son mur de clôture et sa croix de 1780  sont inscrits au titre des monuments historiques le  16 mai 1995,.